# Galton-Watson processen
Galton-Watson-processen är en stokastisk förgreningsprocesses som ursprungligen användes av Francis Galton och Henry William Watson under den andra halvan av 1800-talet för att undersöka hur familjenamn sprider sig genom generationer, och med vilka sannolikheter olika efternamn eventuellt dör ut. I modellen så sprids efternamn från fader till son, där spridningen beror på hur många söner mannen får under en generation. Om mannen inte får några söner alls så har efternamnet dött ut.
Galton-Watson-processen kan användas för att beskriva många andra slags företeelser där det sker förgreningar mellan individer, exempelvis inom populationsforskning och sjukdomsspridning.

## Matematisk beskrivning
Galton-Watson-processen är en Markovkedja, där storleken av en viss generation bara beror på storleken av den föregående generationen samt hur många barn som föds. Låt {\displaystyle Z_{n}} beteckna antalet individer vid generation {\displaystyle n}, med {\displaystyle Z_{0}=1}, det vill säga, populationen startar med en individ. Processen kan då beskrivas efter rekursionsformeln

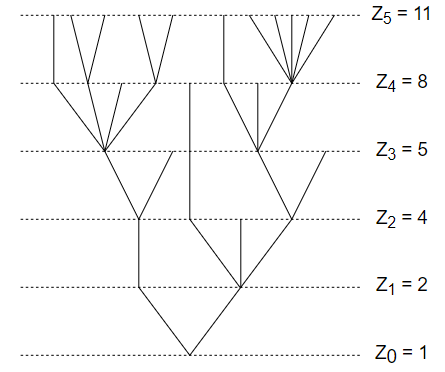
Ett exempel på en Galton-Watson-process som börjar med en startindivid.

{\displaystyle Z_{n+1}=\sum _{i=1}^{Z_{n}}X_{i},}
där {\displaystyle X_{i}} är en stokastisk variabel som betecknar antalet barn som individ {\displaystyle i} födde i generation {\displaystyle n}, och som för alla {\displaystyle i} är fördelad efter den så kallade reproduktionsfördelningen:
{\displaystyle X={\begin{cases}0,&{\text{med sannolikhet }}p_{0},\\1,&{\text{med sannolikhet }}p_{1},\\2,&{\text{med sannolikhet }}p_{2},\\\vdots \end{cases}}}
Varje individ ger alltså upphov till {\displaystyle k} barn med samma sannolikhet {\displaystyle p_{k}}.Följden {\displaystyle Z_{0},Z_{1},Z_{2},\dots } beskriver då populationens storlek efter varje generation. 

## Förväntad generationsstorlek eftern{\displaystyle n}generationer
Låt {\displaystyle \mu =\sum _{k=0}^{\infty }kp_{k}} beteckna reproduktionsfördelningens väntevärde, det vill säga det genomsnittliga antalet avkommor som varje individ ger upphov till. Väntevärdet av {\displaystyle Z_{n}} ges då av {\displaystyle \mathbb {E} [Z_{n}]=\mu ^{n}}. Långsiktigt, då {\displaystyle n\to \infty }, kan vi se att det finns tre fall för den förväntade generationsstorleken:
{\displaystyle \lim _{n\to \infty }\mathbb {E} [Z_{n}]=\lim _{n\to \infty }\mu ^{n}={\begin{cases}0,&\quad \mu <1,\\1,&\quad \mu =1,\\\infty ,&\quad \mu >1.\\\end{cases}}}
De tre fallen {\displaystyle \mu <1}, {\displaystyle \mu =1} och {\displaystyle \mu >1} benämns de subkritiska, kritiska respektive superkritiska fallen för processen. Väntevärdet {\displaystyle \mu } är alltså helt avgörande för populationens tillväxt och långsiktiga utseende.

Som ett exempel, antag en Galton-Watson-process vars reproduktionsfördelning är
{\displaystyle X={\begin{cases}0,&{\text{med sannolikhet }}1-p,\\2,&{\text{med sannolikhet }}p,\end{cases}}}
det vill säga att varje individ dör ut med sannolikhet {\displaystyle 1-p} eller förgrenas till två delar med sannolikhet {\displaystyle p}. Denna fördelning är en uppskalad Bernoullifördelning. Då blir {\displaystyle \mu =2p}, och processen är subkritisk om {\displaystyle p<0.5}, kritisk om {\displaystyle p=0.5} samt superkritisk om {\displaystyle p>0.5}. 

Vidare ges variansen av generationsstorlekar av
{\displaystyle \lim _{n\to \infty }{\text{Var}}[Z_{n}]={\begin{cases}0,&\quad \mu <1,\\\infty ,&\quad \mu \geq 1.\\\end{cases}}}
Som kan ses så är variansen oändlig det i kritiska och superkritiska fallet.

## Utrotningssannolikhet
Det är möjligt att beräkna en Galton-Watson-process utrotningssannolikhet, {\displaystyle q=P(\exists n:Z_{n}=0)}, genom att använda sig av sannolikhetsgenererande funktioner. Låt {\displaystyle G(s)} beteckna reproduktionsfördelningens sannolikhetsgenererande funktion, det vill säga
{\displaystyle G(s)=\sum _{k=0}^{\infty }s^{k}P(X=k).}
Då är {\displaystyle q} lika med den minsta icke-negativa lösningen till ekvationen {\displaystyle s=G(s)}. I det kritiska och subkritiska fallet så gäller det oavsett reproduktionsfördelningen att {\displaystyle q=1}, det vill säga att populationen är garanterad att eventuellt dö ut. Däremot i det superkritiska fallet så kommer vi generellt att ha {\displaystyle q<1}, så att processen fortsätter i all evighet.

Tag åter reproduktionsfördelningen
{\displaystyle X={\begin{cases}0,&{\text{med sannolikhet }}1-p,\\2,&{\text{med sannolikhet }}p,\end{cases}}}
som ett exempel. Denna fördelningens sannolikhetgenererande funktion är {\displaystyle G(s)=(1-p)+ps^{2}}, vilket ger ekvationen {\displaystyle s=(1-p)+ps^{2}}, som har lösningarna {\displaystyle s=1} och {\displaystyle s={\frac {1}{p}}-1,\ p\neq 0}. Mycket riktigt så är {\displaystyle {\frac {1}{p}}-1<1} endast när {\displaystyle p>0.5}, vilket är ekvivalent med att {\displaystyle \mu =2p>1}.
För att betrakta långsiktigt beteende av Galton-Watson-processen kan det också vara relevant att betrakta upprepad applicering av sannolikhetsgenererande funktionen {\displaystyle G}. Här är LF-fördelningen användbar för att få den genererande funktionen på en enklare form, särskilt efter upprepad applikation av funktionen. 

## Totala antalet individerW{\displaystyle W}
Det totala antalet individer ges av {\displaystyle W=\sum _{k=0}^{\infty }Z_{k}}, där {\displaystyle Z_{k}} alltså betecknar antal individer i generation {\displaystyle k}. För en godtycklig Galton-Watson-process så är {\displaystyle \mathbb {E} [W]={\begin{cases}{\frac {1}{1-\mu }},&\quad \mu <1,\\\infty ,&\quad \mu \geq 1,\\\end{cases}}}

där {\displaystyle \mu } är reproduktionsfördelningens väntevärde. Om {\displaystyle \mu =0.9}, till exempel, så är {\displaystyle \mathbb {E} [W]=10}. Notera att utrotningssannolikheten i kritiska fallet 100% men väntevärdet av totalt antal individer i kritiska fallet är oändligt. För variansen gäller följande:
{\displaystyle {\text{Var}}[W]={\begin{cases}{\frac {\sigma ^{2}}{(1-\mu )^{3}}},&\quad \mu <1,\\\infty ,&\quad \mu \geq 1.\\\end{cases}}}
I det kritiska fallet är alltså både väntevärdet och variansen oändliga. Fortsättningsvis kan ett förhållande mellan den sannolikhetsgenererande funktionen {\displaystyle G_{W}} för {\displaystyle W} och reproduktionsfördelningens sannolikhetsgenererande funktionen {\displaystyle G} härledas. Vi får 
{\displaystyle G_{W}(s)=sG(G_{W}(s)).}
Genom att sätta {\displaystyle x=G_{W}(s)} får vi ekvationen {\displaystyle x=sG(x)} att lösa för att bestämma {\displaystyle G_{W}}. 